# Yvonne Turner
Yvonne Turner, née le 13 octobre 1987 à Omaha (Nebraska, États-Unis) est une joueuse américaine de basket-ball, disposant également de la nationalité hongroise.  

## Biographie
Formée aux Cornhuskers du Nebraska, elle devient la sixième joueuse à compiler au moins 1 000 points, 200 passes décisives et 200 interceptions. Elle est deuxième à la réussite à trois points en carrière (183) et sur une saison (57, 2009) et cinquième en carrière aux interceptions (229).
Avec elle, les Cornhuskers (32 victoires - 2 défaites) obtiennent leur première qualification pour le Sweet 16 du championnat NCAA en 2009-2010. En senior, elle partage la distinction de meilleure défenseuse de la conférence avec Brittney Griner. Turner est invitée sans suite au camp d'entraînement des Silver Stars de San Antonio en 2013 puis du Sky de Chicago l'année suivante.
Elle a joué en Australie, Allemagne, Russie, Équateur, Turquie, Espagne et Pologne. Sa saison 2016-2017 avec Uniqa Sopron (18,8 points de moyenne en Euroligue) lui vaut d'être remarquée par la WNBA où elle débute lors de la saison WNBA 2017 avec le Mercury de Phoenix alors qu'elle a près de trente ans. Elle dispute les 34 rencontres de la saison régulière pour des moyennes de 5,1 points, 1,0 rebond and 1,1 passe décisive, avec un record à 18 points le 16 juillet contre le Lynx du Minnesota. Elle débute le cinq rencontres de play-offs pour 9,8 points de moyenne, 2,4 rebonds et 1,6 passe décisive.
Après le départ de Kim Mestdagh en novembre 2020, le club français des Flammes Carolo engage Yvonne Turner, de retour d'une blessure aux ligaments croisés.

## Palmarès
- Championne de Hongrie 2017
- Coupe de Hongrie 2017

## Distinctions individuelles
- Trois dans le meilleur cinq défensif de la Big-12 (2008, 2009, 2010)[4]
- Co-meilleure défense de l'année de la Big 12 (2010)[4]